# BMW 2000 GL
De BMW 2000 GL/SA en de minder krachtige BMW 1800 GL/SA zijn middenklassers die van 1968 tot 1973 werden gebouwd door Praetor Monteerders voor de Zuid-Afrikaanse markt. Na een facelift werden de wagens van 1973 tot 1974 aangeboden als de BMW 2004 en de BMW 1804.

## Geschiedenis
Praetor Monteerders wilde een eigen productielijn in Zuid-Afrika opstarten, maar de modellen uit de BMW nieuwe klasse, die in Duitsland op gedeeltelijk geautomatiseerde laslijnen vervaardigd werden, bleken echter te complex. Daarom besliste BMW om de overbodige productielijn van de eenvoudigere Glas 1700 naar Zuid-Afrika te verschepen. Dit model was immers door BMW na de overname van Glas afgevoerd om interne concurrentie met de BMW nieuwe klasse te vermijden.
De nieuwe modellen werden in april 1968 gepresenteerd. De carrosserie van de vierdeurs sedans was, met uitzondering van het kofferdeksel en de merklogo's, identiek aan de carrosserie van de Glas 1700.
De wagens werden uitgerust met BMW-motoren, in combinatie met een handgeschakelde versnellingsbak met vier versnellingen. De 2000 GL/SA kreeg de 1990 cc viercilinder lijnmotor met 74 kW (100 pk) uit de BMW 2000, de 1800 GL/SA kreeg de 1760 cc motor met 66 kW (90 pk) uit de BMW 1800.

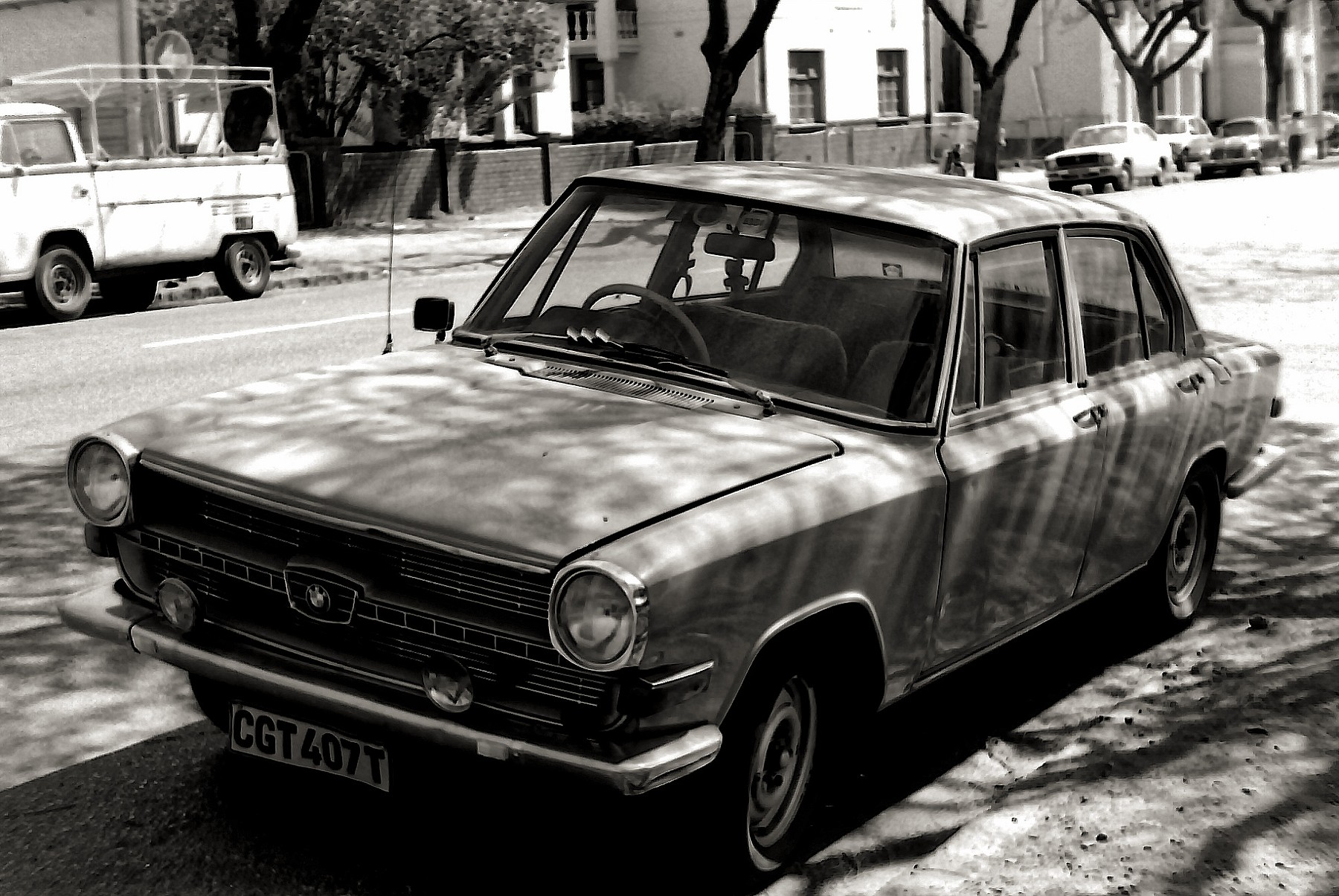
BMW 2000 SA
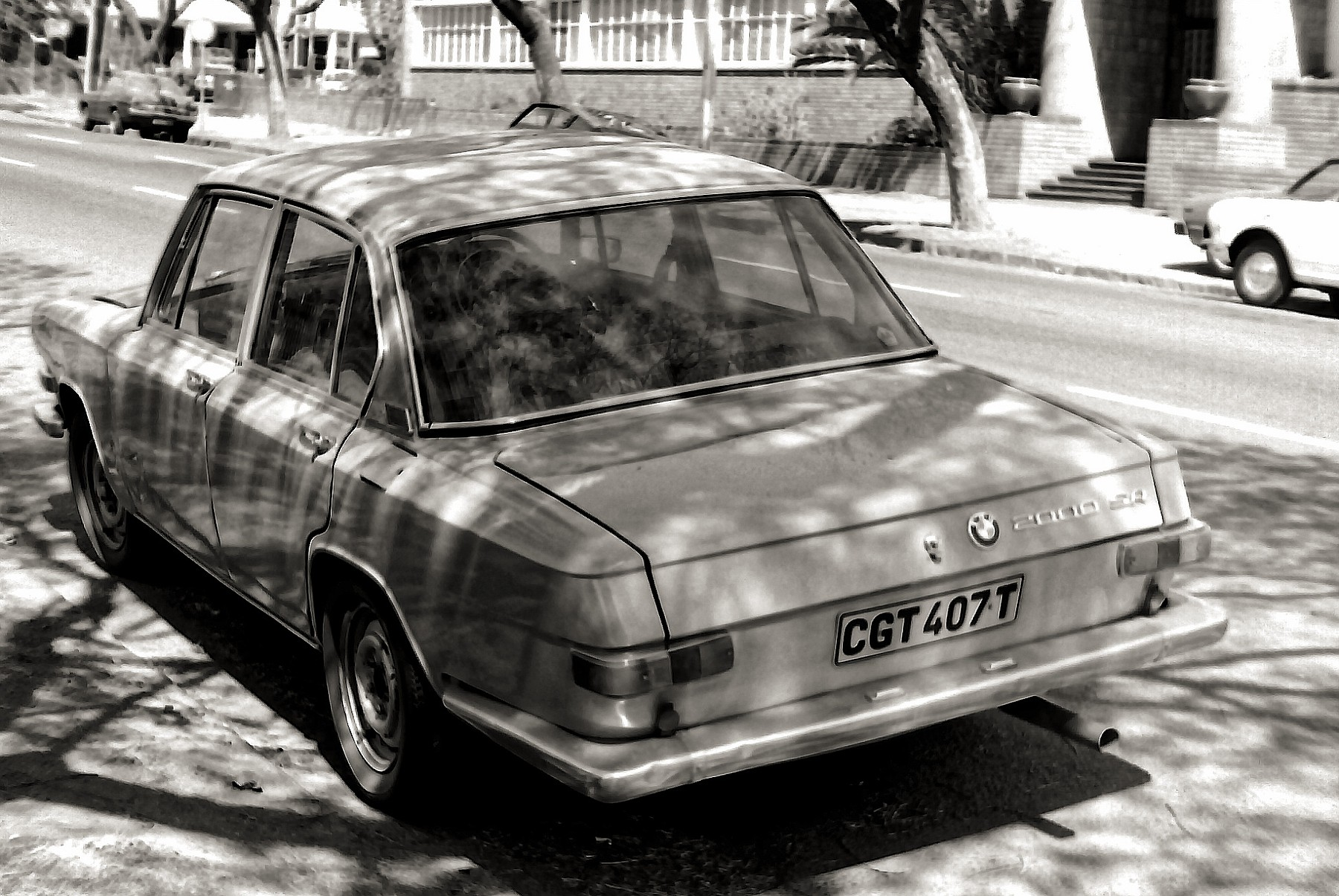
BMW 2000 SA, achteraanzicht

## Facelift
In 1972 kreeg Pietro Frua, die de oorspronkelijke Glas 1700 ontworpen had, de opdracht om de wagens een facelift te geven. De gereviseerde modellen werden vanaf 1973 verkocht als de BMW 2004 en de BMW 1804. Frua heeft ook nog een stationwagen-variant ontworpen voor de Zuid-Afrikaanse markt, maar dat is bij een enkel prototype gebleven.
De carrosserie kreeg een meer typisch BMW-design, waarbij de voorkant voorzien was van dubbele koplampen en van het radiatorrooster en de richtingaanwijzers van de BMW 2800 CS. De achterlichten kwamen van de BMW 520 maar werden ondersteboven gemonteerd. De motorisatie bleef ongewijzigd, maar de 2,0L motor was voortaan wel leverbaar met een optionele drietraps automatische versnellingsbak (BMW 2004 A).

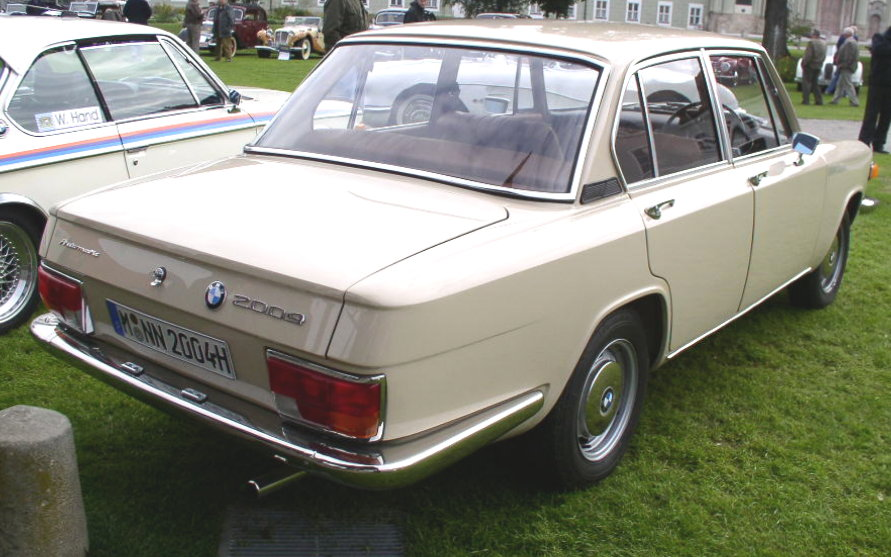
BMW 2004 met de achterlichten ondersteboven gemonteerd
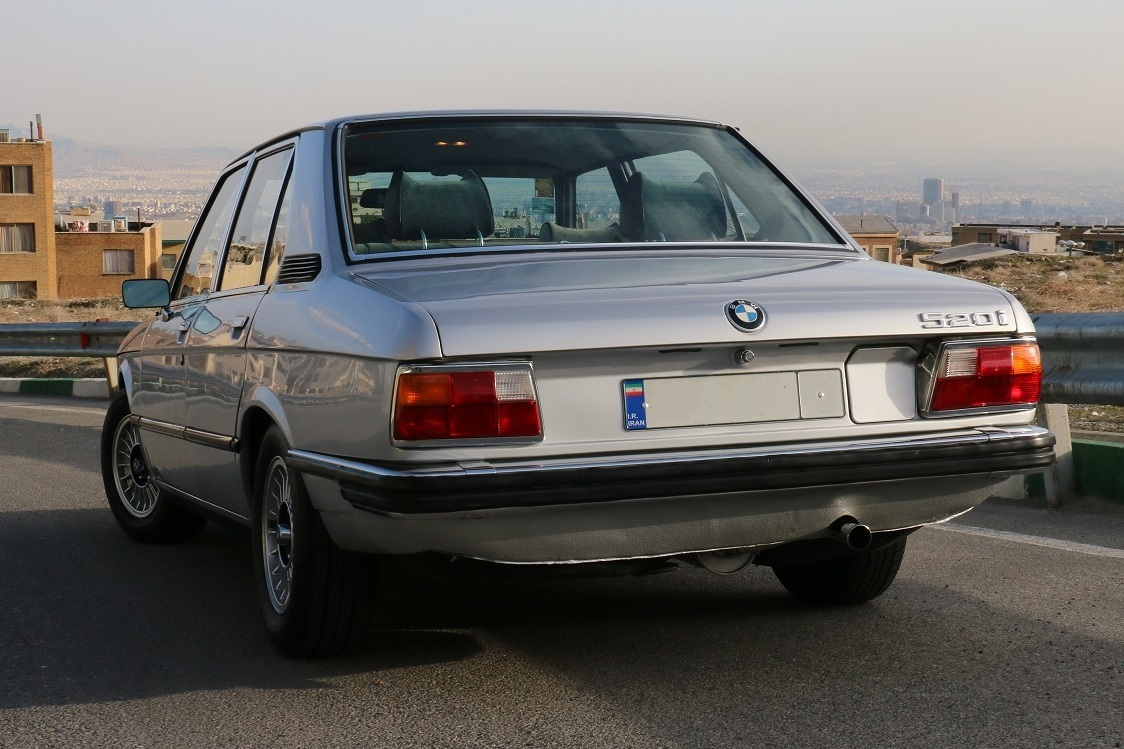
BMW 520 met de achterlichten in "normale" positie

In totaal werden er in Zuid-Afrika meer dan het dubbele aantal exemplaren gebouwd dan bij Glas in Duitsland. Daarna nam BMW het bedrijf Praetor Monteerders over, waaruit BMW Zuid-Afrika voortkwam.